# Phthiridium ovale
Phthiridium ovale är en tvåvingeart som först beskrevs av Oskar Theodor 1957.  Phthiridium ovale ingår i släktet Phthiridium och familjen lusflugor.
Artens utbredningsområde är Sierra Leone. Inga underarter finns listade i Catalogue of Life.